# Nina Jerjomina
Nina Aleksejevna Jerjomina (Russisch: Нина Алексеевна Ерёмина) (Moskou, 2 november 1933 - Petrovo, District Mozjajski, Oblast Moskou, 24 augustus 2016) was een basketbalspeler van het nationale damesteam van de Sovjet-Unie. Ze kreeg het Ereteken van de Sovjet-Unie, Medaille voor Voortreffelijke Prestaties tijdens de Arbeid, Jubileumsmedaille voor Militaire Dapperheid ingesteld ter herinnering aan de Honderdste Verjaardag van Vladimir Iljitsj Lenin en werd Meester in de sport van de Sovjet-Unie.

## Carrière als speler
Op de leeftijd van zestien jaar, kwam Nina samen met haar tweelingzus Ljoedmila Jerjomina naar Dinamo Moskou, dat getraind werd door coach Stepan Spandarjan. Met die club won ze het Landskampioenschap van de Sovjet-Unie in 1950, 1953, 1956, 1957, 1958 en 1959. Ze won met dat team ook de USSR Cup in 1953. In 1959 verloor Jerjomina met Dinamo de finale om de FIBA Women's European Champions Cup van Slavia Sofia uit Bulgarije met 63-40 en 34-44. Als speler voor het nationale team van de Sovjet-Unie won ze goud op de Europese kampioenschappen in 1956 en 1960 en zilver in 1958. Ook won ze goud op het wereldkampioenschap in 1959 en zilver in 1957. Op het Europees kampioenschap basketbal vrouwen 1960, scoorde ze drie seconden voor het einde van de wedstrijd tegen Bulgarije, het beslissende punt, wat het Sovjet-nationale team de titel van Europees kampioen opleverde.
Na haar carrière werd ze sportverslaggever bij verschillende sportzenders in Rusland.

## Erelijst (speler)
- Landskampioen Sovjet-Unie: 6
  - Winnaar: 1950, 1953, 1956, 1957, 1958, 1959
  - Tweede: 1951, 1954
  - Derde: 1952, 1955
- Bekerwinnaar Sovjet-Unie: 1
  - Winnaar: 1953
  - Runner-up: 1951
- FIBA Women's European Champions Cup:
  - Runner-up: 1959
- Wereldkampioenschap: 1
  - Goud: 1959
  - Zilver: 1957
- Europees Kampioenschap: 2
  - Goud: 1956, 1960
  - Zilver: 1958